# Heuchlingen (Gerstetten)
Heuchlingen ist ein Ortsteil von Gerstetten im baden-württembergischen Landkreis Heidenheim. Der Ort liegt am südöstlichen Ende der Gerstetter Gemarkung, an der Grenze zur Gemeinde Herbrechtingen.

## Geschichte
Erstmals erwähnt wird Heuchlingen 1143 als Huchelingen in einer Urkunde des Bischofs Walter von Augsburg.
Bereits in der Frühzeit wurde die Gemarkung Heuchlingen besiedelt. Dafür sprechen Funde aus der Zeit der römischen Besiedelung, welche aus Überresten zweier Gutshöfe bestehen.
Am 1. Juli 1974 wurde Heuchlingen nach Gerstetten eingemeindet.

## Vereine
Der Rad- und Sportverein Heuchlingen (RSV) bietet die Disziplinen Fußball, Schach, Turnen und Badminton an. Außerdem veranstaltet der RSV jährlich stattfindende Theaterabende. Weitere vor Ort aktive, kulturelle Träger sind u. a. der Obst- und Gartenbauverein e. V. Heuchlingen, VdK Ortsverband Heldenfingen-Heuchlingen, Posaunenchor Dettingen-Heuchlingen und die Chorgemeinschaft Gesangverein Liederlust Heuchlingen e. V.

## Politik
Der Ortschaftsrat Heuchlingen hat nach der letzten Wahl 8 Mitglieder. Die Kommunalwahl am 25. Mai 2014 führte zu folgendem amtlichen Endergebnis.
| Parteien und Wählergemeinschaften | Parteien und Wählergemeinschaften | % 2014 | Sitze 2014 | % 2009 | Sitze 2009 | Kommunalwahl 2014 %6050403020100 52,6 %47,4 %n. k. % FWKWGGrüneGewinne und Verlusteim Vergleich zu 2009 %p 10 8 6 4 2 0 −2 −4 −6 −8−10+0,1 %p+8,3 %p−8,4 %pFWKWGGrüne |
| FWV                               | Freier Wählervereinigung          | 52,6   | 4          | 52,5   | 5          | Kommunalwahl 2014 %6050403020100 52,6 %47,4 %n. k. % FWKWGGrüneGewinne und Verlusteim Vergleich zu 2009 %p 10 8 6 4 2 0 −2 −4 −6 −8−10+0,1 %p+8,3 %p−8,4 %pFWKWGGrüne |
| KWG                               | Kommunale Wähler Gemeinschaft     | 47,4   | 4          | 39,1   | 3          | Kommunalwahl 2014 %6050403020100 52,6 %47,4 %n. k. % FWKWGGrüneGewinne und Verlusteim Vergleich zu 2009 %p 10 8 6 4 2 0 −2 −4 −6 −8−10+0,1 %p+8,3 %p−8,4 %pFWKWGGrüne |
|                                   | Grüne                             | 0      | 0          | 8,4    | 0          | Kommunalwahl 2014 %6050403020100 52,6 %47,4 %n. k. % FWKWGGrüneGewinne und Verlusteim Vergleich zu 2009 %p 10 8 6 4 2 0 −2 −4 −6 −8−10+0,1 %p+8,3 %p−8,4 %pFWKWGGrüne |
| gesamt                            | gesamt                            | 100,0  | 8          | 100,0  | 8          | Kommunalwahl 2014 %6050403020100 52,6 %47,4 %n. k. % FWKWGGrüneGewinne und Verlusteim Vergleich zu 2009 %p 10 8 6 4 2 0 −2 −4 −6 −8−10+0,1 %p+8,3 %p−8,4 %pFWKWGGrüne |
| Wahlbeteiligung                   | Wahlbeteiligung                   | 58,3 % | 58,3 %     | 62,7 % | 62,7 %     | Kommunalwahl 2014 %6050403020100 52,6 %47,4 %n. k. % FWKWGGrüneGewinne und Verlusteim Vergleich zu 2009 %p 10 8 6 4 2 0 −2 −4 −6 −8−10+0,1 %p+8,3 %p−8,4 %pFWKWGGrüne |

Ortsvorsteherin ist Marianne Renner.

## Wirtschaft
Zwei größere und mehrere mittlere Gewerbebetriebe sorgen dafür, dass auch am Ort selbst eine stattliche Anzahl an qualifizierten Arbeitsplätzen vorhanden ist.